# Милен Фармер
Миле́н Жан Готие́ (на френски: Mylène Jeanne Gauthier), позната с артистично име Миле́н Фарме́р (Mylène Farmer), е френска певица и авторка на песни.
Тя е сред най-преуспяващите записващи музиканти на всички времена във Франция. Има продадени повече от 30 млн. компактдиска и държи първото място за най-много № 1 хитове във френските класации.

## Биография
Родена е в тогавашния град Пиерфон (част от Монреал от 2002 г.), провинция Квебек, Канада в семейство на французи на 12 септември 1961 година. Семейството ѝ пристига малко по-рано в Канада, където баща ѝ като инженер мостостроител работи по изграждането на язовирна стена на р. Маникуаган. Когато Милен е на 8 години, се връщат обратно във Франция. На 17 години тя сменя името си, като взема фамилията на идола си – холивудската актриса Франсис Фармър.
Началото на музикалната ѝ кариера не започва веднага – първите ѝ 2 сингъла имат малък успех. Първият ѝ албум обаче Cendres de lune („Лунна пепел“, 1986) и специално първият сингъл от него дават визия на нейния стил – романтичен, чувствен, вдъхновен от литературата на XIX век. Клип към албума показва за първи път френска певица в абсолютна фронтална голота. В следващите си албуми тя преминава през различни етапи и показва несъмнено обществената си ангажираност, има оспорвани текстове, засягащи проституцията, СПИН и политиката. Има поне един свален от ефира клип.
Тя е изключително популярна във френскоговорещите страни и несъмнено е единственият артист, продаващ повече от 1 милион копия от всеки свой албум във Франция. Добре известна е в Русия, Украйна и източноевропейските страни. Практически е непозната в англоговорещите страни, въпреки сътрудничеството си с британския вокалист Сийл по нейната песен Les mots („Думите“).
Най-дългогодишният ѝ музикален сътрудник е Лоран Бутона (Laurent Boutonnat), който не само композира музиката ѝ, но и режисира музикалните ѝ видеоклипове, както и филма „Джорджино“ през 1994 г., който се оказва провал и възстановява само 1 % от вложените в него 80 милиона франка. След неуспеха на филма Милен се премества в Калифорния, където продължава да твори.
Най-добре познатите ѝ песни са Désenchantée, Pourvu qu'elles soient douces, Libertine, Les mots, Rêver, California, Ainsi soit je…, L'Instant X, Je t'aime mélancolie, C'est une belle journée, XXL и Sans contrefaçon.

## Кариера
Милен Фармер особено държи на компактдисковете с изпълнения на живо. За момента има общо 10 студийни албума, 6 концертни, 2 сборни и 2 с ремиксове.
Провокативна със своите изпълнения, Милен Фармер винаги е била обект на догадки и съмнения относно сексуалната ѝ ориентация заради честото присъствие на гей теми в клиповете ѝ, андрогинното ѝ излъчване от началото на 80-те години, както и заради сериозното пристрастие на гейовете към нейната музика.
През 2005 г. пуска стриптийз клип на сингъла L'amour n'est rien („Любовта е нищо“).
През 2015 година се завръща на сцената с новия сингъл Stolen Car в дует със Стинг, който ще бъде включен в новия ѝ албум Interstellaires.

## Дискография

### Студийни албуми
- 1986 – Cendres de lune
- 1988 – Ainsi soit je…
- 1991 – L'Autre…
- 1995 – Anamorphosée
- 1999 – Innamoramento
- 2005 – Avant que l'ombre…
- 2008 – Point de suture
- 2010 – Bleu noir
- 2012 – Monkey Me
- 2015 – Interstellaires
- 2018 – Désobéissance
- 2022 – L'Emprise

### Концертни албуми
- 1989 – En concert
- 1997 – Live à Bercy
- 2000 – Mylenium Tour
- 2006 – Avant que l'ombre… À Bercy
- 2009 – Nº 5 on Tour
- 2013 – Timeless 2013
- 2019 – Live 2019

### Сборни албуми
- 2001 – Les Mots
- 2011 – 2001.2011
- 2020 – Histoires de
- 2021 – Plus grandir (1986 - 1996)
- 2022 – Collection

### Ремикс албуми
- 1992 – Dance Remixes
- 2003 – RemixeS